# Université catholique de Louvain
Université catholique de Louvain, også kendt som UCLouvain, er det største fransksproglige universitet i Belgien, og opfølger til det ældste universitet i Benelux som blev grundlagt i 1425. Universitetet har 9 campusser: i Louvain-la-Neuve, tre i Bruxelles og Charleroi, Mons, Tournai, Namur og Dinant.